# Quanto conficiamur
Quanto conficiamur è una enciclica di papa Pio IX, pubblicata l'10 agosto 1863, e scritta all'Episcopato italiano. Il Pontefice condanna nuovamente gli errori del tempo moderno, che si stanno insinuando anche nella Chiesa cattolica; e condanna la diffusione delle idee liberali tra il clero italiano (le Società « clerico-liberali », « Emancipatrice del Clero Italiano »).
Assume una notevole importanza l'affermazione secondo cui vi è salvezza fuori dalla Chiesa per quelli che « conducono una vita onesta e retta » ma « ignorano invincibilmente » la religione cattolica.
« A Noi ed a Voi è noto che coloro che versano in una invincibile ignoranza circa la nostra santissima religione, ma che osservano con cura la legge naturale ed i suoi precetti, da Dio scolpiti nei cuori di tutti; che sono disposti ad obbedire a Dio e che conducono una vita onesta e retta, possono, con l'aiuto della luce e della grazia divina, conseguire la vita eterna. Dio infatti vede perfettamente, scruta, conosce gli spiriti, le anime, i pensieri, le abitudini di tutti e nella sua suprema bontà, nella sua infinita clemenza non permette che qualcuno soffra i castighi eterni senza essere colpevole di qualche volontario peccato »